# Benoni Vermeulen
Benoni Vermeulen (Sint-Jan, 21 augustus 1874 - 22 oktober 1942) was een Belgisch senator en burgemeester.

## Levensloop
Van beroep landbouwer en steenbakker, trouwde Vermeulen in 1900 met Flavie Haghedoorn. Ze hadden twaalf kinderen en zij stierf in 1915.
Als landbouwer nam hij het initiatief plantaardappelen in te voeren uit Oost-Pommeren. Hij werd medestichter en bestuurder van de coöperatieve melkerij van Langemark en van de coöperatieve brouwerij Van Artevelde in Westrozebeke. Hij werd ook plaatselijk bestuurslid van de Belgische Boerenbond en van de Raiffeisenkas.
In november 1914 werd hij, wegens zijn contacten met Duitse landbouwers, aangeklaagd als spion en opgesloten in Poperinge door de Franse overheid. Hij ontsnapte ternauwernood aan executie, door de tussenkomst van de burgemeester van Ieper. Hij werd nadien vrijgelaten.
Na de dood van zijn vrouw en de eerste gasaanvallen in de streek, vluchtte hij met zijn acht nog levende kinderen naar Londen, waar hij als tolk werkte in een munitiefabriek.
Na de wapenstilstand naar Sint-Jan teruggekeerd, begon hij er, zonder opleiding, als aannemer van openbare werken en als steenbakker. Hij importeerde ook opnieuw plantaardappelen uit Duitsland en maakte zich verdienstelijk door hulpverlening aan zijn streekgenoten voor het opmaken van hun dossier oorlogsschade. 

## Politiek
De politieke loopbaan van Vermeulen was contrastrijk.
In 1905 werd hij verkozen als katholiek gemeenteraadslid voor Sint-Jan. In 1920-1921 was hij schepen en van 1921 tot 1936 was hij burgemeester.
In 1924 sloot hij zich aan bij de Christen-Werklieden, maar ondervond tegenstand van de conservatieve vleugel binnen de katholieke partij. Dit deed hem in 1926 besluiten om naar de Vlaams-nationalistische partij, het VNV, over te stappen. In 1932 werd hij verkozen tot Vlaams-nationalistisch provincieraadslid en vervulde dit mandaat tot aan zijn dood. In 1936 werd hij bestendig afgevaardigde, en ondanks de leeftijdsgrens door de Duitsers opgelegd, kon hij ook dit mandaat uitoefenen tot aan zijn dood. In de provincieraad ging hij door als een van de meest opvallende en kleurrijke leden. Een van zijn bekendste realisaties was de aanleg van de provinciebaan Ieper-Hooglede, die voorzien was van een fietspad dat door een haag was afgeschermd van de autobaan, wat toen uitzonderlijk was.
In 1939 werd hij verkozen tot VNV-senator voor het arrondissement Kortrijk-Ieper, maar verzaakte al na enkele dagen aan dit mandaat en werd vervangen door Jeroom Leuridan.